# باغ دکترمنصورزاهدی
باغ دکترمنصورزاهدی یک منطقهٔ مسکونی در ایران است که در استان فارس واقع شده‌است. براساس سرشماری مرکز آمار ایران در سال ۱۳۹۵، باغ دکترمنصورزاهدی ۳۰ نفر جمعیت دارد.